# Lobelia proctorii
Lobelia proctorii là loài thực vật có hoa trong họ Hoa chuông. Loài này được Argent & P.Wilkie mô tả khoa học đầu tiên năm 2007.